# نيكولاس ج. آير
نيكولاس جي. آير (16 يونيو 1959 – 15 نوفمبر 2018)، لاعب كرة قدم أمريكية محترف في دوري كرة القدم الأمريكي الوطني، لعب في مركز الهجوم. لعب خلال مسيرته الجامعية مع فريق "بي واي يو كوغارز"، وحصل على تكريم في عام 1980. لعب مع فريق "هيوستن أويلرز" في موسم 1981 لمرة واحدة.
أكمل آير دراسته في جامعة بريغام يونغ، حيث لعب لفريق كرة القدم "بي واي يو كوغارز" بين عامي 1977 و1980، وحصل في عام 1980 على لقب أفضل لاعب في الفريق وتم اختياره كأحد أفضل اللاعبين في الولايات المتحدة.
تم اختيار آير في الجولة الرابعة من مسودة دوري كرة القدم الأمريكي الوطني لعام 1981 من قبل فريق "هيوستن أويلرز"، ولعب معهم في الموسم نفسه.
توفي في سانت جورج، يوتا.

## وصلات خارجية
- نيك أير على موقع مرجع كرة القدم المحترفة.كوم (الإنجليزية)